# 稲垣栄洋
稲垣 栄洋（いながき ひでひろ、1968年 - ）は、日本の植物学者。みちくさ研究家（自称）。静岡大学教授。

## 来歴
静岡県生まれ。1993年岡山大学大学院農学研究科修了後、農林水産省入省。1995年、静岡県入庁、静岡県農林技術研究所を経て、静岡大学農学研究科教授。2004年「生態的特性の解明と到花年数の短縮によるササユリの自生地保全および園芸利用に関する研究」で岐阜大学博士（農学）。
専門の雑草学の延長として、雑草の生き方を伝えることも研究の目的と語っており、雑草の生態に関する一般書を複数出版している。

## 著書
- 『農と出会う自然体験 実践の記録とヒント集』地人書館 2001
- 『農を遊ぶ 田畑・森・牧場を楽しむアクティビティ72』のらり会編 晩成書房 2001
- 『雑草の成功戦略 逆境を生きぬく知恵』NTT出版 2002
- 『仮面ライダー昆虫記』実業之日本社 2003
- 『身近な雑草のゆかいな生き方』三上修絵 草思社 2003 のちちくま文庫
- 『草のふしぎ大研究 自然はこんなにおもしろい』PHP研究所 2005
- 『身近な野菜のなるほど観察記』三上修絵 草思社 2005 のちちくま文庫
- 『「植物」という不思議な生き方』PHPエディターズ・グループ 2005 『植物の不思議な生き方』朝日文庫
- 『蝶々はなぜ菜の葉にとまるのか 日本人の暮らしと身近な植物』草思社 2006
- 『野菜ふしぎ図鑑 食育なるほどサイエンス』健学社 2007
- 『働きアリの2割はサボっている 身近な生き物たちのサイエンス』家の光協会 2008
- 『キャベツにだって花が咲く 知られざる野菜の不思議』2008 光文社新書
- 『野菜ふしぎ図鑑 食育なるほどサイエンス 2』健学社 2009
- 『田んぼの営みと恵み』創森社 2009
- 『食育にやくだつ食材図鑑』1-2　ポプラ社 2009
- 『田んぼの生きもの誌』楢喜八絵 創森社 2010
- 『一晩置いたカレーはなぜおいしいのか 誰もが知ってる料理の知られざるサイエンス』家の光協会 2010
- 『残しておきたいふるさとの野草』三上修絵 地人書館 2010 『身近な野の草日本のこころ』ちくま文庫
- 『赤とんぼはなぜ竿の先にとまるのか? 童謡・唱歌を科学する』東京堂出版 2011
- 『雑草は踏まれても諦めない 逆境を生き抜くための成功戦略』2012 中公新書ラクレ
- 『トマトはどうして赤いのか? 身近な野菜を科学する』東京堂出版 2012
- 『都会の雑草、発見と楽しみ方』2012 朝日新書
- 『カタツムリのごちそうはブロック塀!? 身近な生き物のサイエンス』2012 角川ソフィア文庫
- 『蝶々はなぜ菜の葉に止まるのか』2012 角川ソフィア文庫
- 『雑草に学ぶ「ルデラル」な生き方 小さく、速く、多様に、しなやかに』亜紀書房 2013
- 『子どもが伸びる「理科力」のススメ 好奇心のスイッチオン』東京堂出版 2013
- 『身近な虫たちの華麗な生きかた』小堀文彦画 ちくま文庫 2013
- 『身近な生きものの子育て奮闘記 育児上手なオスはモテる!』ちくま文庫 2014
- 『弱者の戦略』2014 新潮選書
- 『散歩が楽しくなる雑草手帳』東京書籍 2014
- 『しずおかの在来作物 風土が培うタネの物語』プロジェクトZ・在来の味を愉しむ会編 静岡新聞社 2014
- 『たたかう植物 仁義なき生存戦略』ちくま新書 2015
- 『身近な花の知られざる生態』PHPエディターズ・グループ 2015
- 『徳川家の家紋はなぜ三つ葉葵なのか 家康のあっぱれな植物知識』東洋経済新報社 2015
- 『なぜ仏像はハスの花の上に座っているのか 仏教と植物の切っても切れない66の関係』2015 幻冬舎新書
- 『オスとメスはどちらが得か?』祥伝社新書 2016
- 『植物はなぜ動かないのか 弱くて強い植物のはなし』ちくまプリマー新書 2016
- 『面白くて眠れなくなる植物学』PHPエディターズ・グループ 2016
- 『雑草が教えてくれた日本文化史 したたかな民族性の由来』エイアンドエフ 2017
- 『雑草キャラクター図鑑 物言わぬ植物たちの意外な知恵と生態が1コママンガでよくわかる』誠文堂新光社 2017
- 『怖くて眠れなくなる植物学』PHPエディターズ・グループ 2017
- 『スイカのタネはなぜ散らばっているのか タネたちのすごい戦略』西本眞理子絵 草思社 2017
- 『雑草はなぜそこに生えているのか』ちくまプリマー新書 2018
- 『明日ともだちに話したくなる 野菜の話』総合法令出版 2018
- 『世界史を大きく動かした植物』PHP研究所 2018
- 『敗者の生命史38億年』PHP研究所 2019
- 『イネという不思議な植物』ちくまプリマー新書 2019
- 『生き物の死にざま』草思社 2019
- 『知識ゼロからの植物の不思議』幻冬舎 2019
- 『はずれ者が進化をつくる 生き物をめぐる個性の秘密』ちくまプリマー新書 2020
- 『生き物の死にざま はかない命の物語』草思社 2020
- 『生き物が大人になるまで 「成長」をめぐる生物学』大和書房 2020
- 『植物たちのフシギすぎる進化　－－木が草になったって本当？』　ちくまQブックス 2021
- 『植物に死はあるのか: 生命の不思議をめぐる一週間』SB新書 2023

### 共著・監修
- 『田んぼの教室』栗山由佳子,松下明弘共著 家の光協会 2003
- 『野に咲く花便利帳 身近な雑草から山野草まで248種』監修, 主婦の友社編 主婦の友社 2016
- 『大豆のへんしん図鑑』全3巻 監修,谷本雄治指導. 小峰書店 2016
- 『よくわかる米の事典』全5巻 監修, 谷本雄治 指導. 小峰書店 2016
- 『子どもと一緒に覚えたい道草の名前』監修 加古川利彦絵 マイルスタッフ, 2017
- 『生き物が大人になるまで 「成長」をめぐる生物学』大和書房,2020

## 論文
- <Cinii 稲垣栄洋